# Glanzelfe
Die Glanzelfe (Lophornis stictolophus, Syn. Lophornis stictolopha) ist eine Vogelart aus der Familie der Kolibris (Trochilidae), die in Venezuela, Kolumbien, Ecuador und Peru vorkommt. Der Bestand wird von der IUCN als „nicht gefährdet“ (least concern) eingeschätzt. Die Art gilt als monotypisch.

## Merkmale

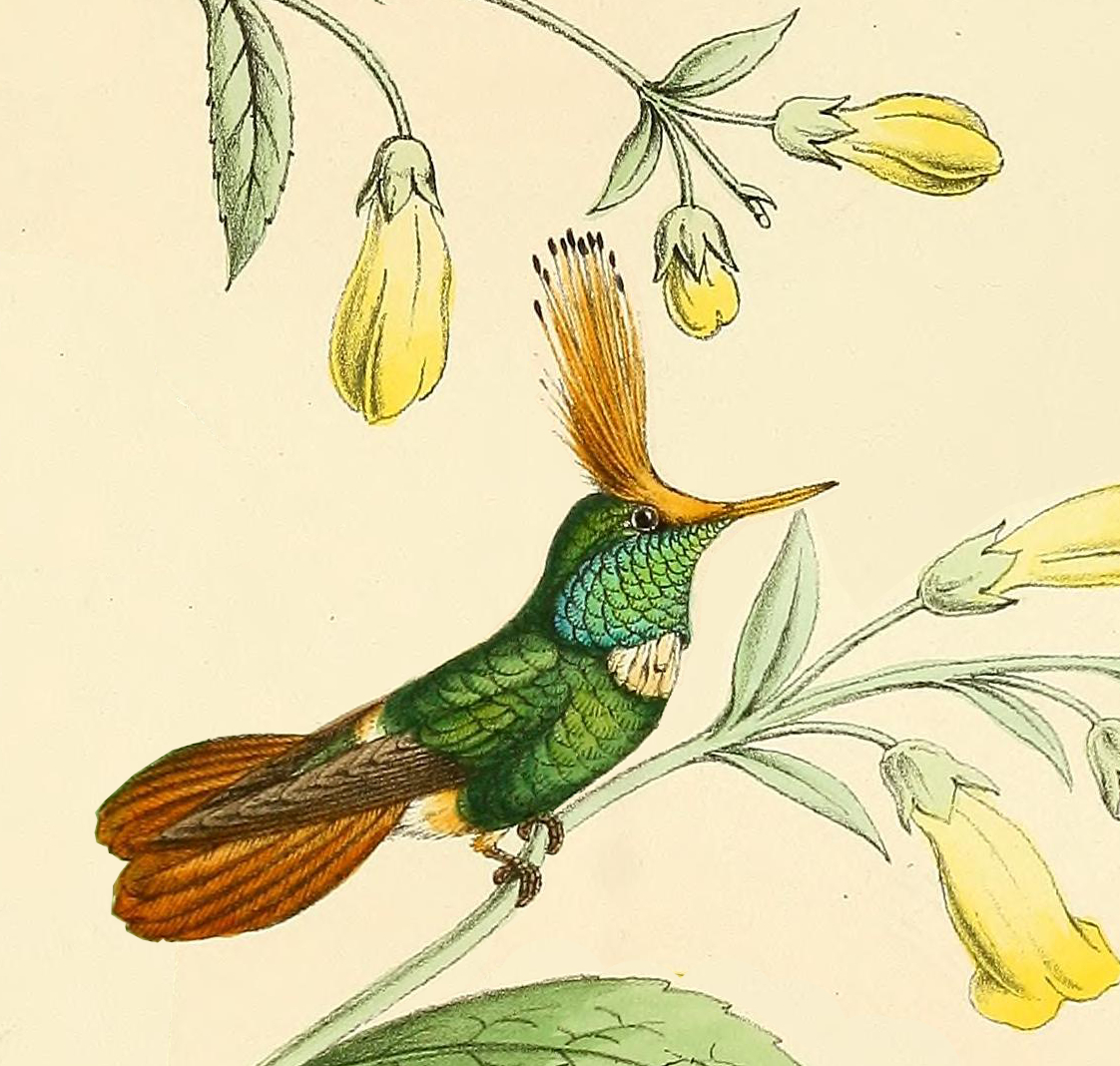
Glanzelfe ♂ illustriert von Louis Victor Bevalet

Die Glanzelfe erreicht eine Körperlänge von ca. 6,4 bis 6,9 cm. Sie ähnelt sehr der Zierelfe. Das Männchen hat einen kurzen geraden roten Schnabel mit schwarzer Spitze. Der vordere Oberkopf und die Haube sind rötlich braun. Die Haubenfedern sind etwas kürzer als bei der Zierelfe, dazu haben sie breitere schwärzliche Spitzen. Die Haube wirkt buschiger als in der Zierelfe. Der Rest der Oberseite ist bronzegrün mit einem weißen Band über dem Bürzel. Der hintere Bereich des Bürzels und die Oberschwanzdecken sind violett bronzefarben. Die Kehle glitzert grün, die Backenbüschel sind nicht so auffällig wie in anderen konspezifischen Arten. Die Büschel sind rötlich braun mit einem schillernden distalen Band. Die Kehle wird durch einige weiße Federn abgetrennt. Der Rest der Unterseite ist bronzegrün. Der Schwanz ist doppelt abgerundet, die zentralen Steuerfederpaare sind grün, der Rest zimtfarben rötlich braun mit schwarzen Spitzen. Dem Weibchen fehlen die Haube und die Backenbüschel. Der vordere Oberkopf ist matt zimtfarben rötlich braun. Die Oberseite ähnelt der des Männchens. Die Kehle ist weißlich mit großen rötlich braunen Flecken, der Bauch zimtfarben, oft mit einigen grünen Pailletten-ähnlichen Flecken. Der abgerundete Schwanz hat grüne zentrale Steuerfedern, der Rest ist grundsätzlich zimtfarben mit einer schwarzen subterminalen Binde über alle Schwanzfedern. Die Spitzen sind gelbbraun. Immature Jungtiere ähneln den Weibchen, doch ist die Kehle gräulich.

## Verhalten und Ernährung
Die Glanzelfe bezieht ihren Nektar vermutlich von Pflanzen der Gattungen Inga, Wandelröschen und der Familien der Eisenkrautgewächse sowie der Myrtengewächse. Gliederfüßer jagt sie im Flug.

## Brut
Die Brutbiologie der Glanzelfe ist bisher nicht erforscht.

## Lautäußerungen
Die Glanzelfe gilt als eher ruhiger Zeitgenosse. Bei der Nahrungsaufnahme gibt sie ein hohes scharfes tsip von sich. Im Schwirrflug klingt der Flügelschlag tief bienengleich.

## Verbreitung und Lebensraum
Die Glanzelfe bevorzugt die Ränder von feuchten Wäldern, Lichtungen, Cerrado und trockenes Gebiet mit Gestrüpp in Höhenlagen bis 1300 Meter. Meist bewegt sie sich in Bereichen, die niedriger als die der Zierelfe liegen, und ersetzt diese in diesen Ökozonen.

## Migration
Die Glanzelfe gilt als Standvogel.

## Etymologie und Forschungsgeschichte
Die Erstbeschreibung der Glanzelfe erfolgte 1873 durch Osbert Salvin und Daniel Giraud Elliot unter dem wissenschaftlichen Namen Lophornis stictolophus. Das aus Kolumbien stammende Typusexemplar war von John Gould 1847 als Lophornis reginae beschrieben worden, ein Name der durch Trochilus reginae Schreibers 1833 bereits belegt war. 1829 führte René Primevère Lesson die neue Gattung Lophornis u. a. für die Schmuckelfe ein. Lophornis setzt sich aus den griechischen Wörtern λόφος lóphos für „Helmbusch, (Hahnen-)Kamm“ und όρνις órnis für „Vogel“ zusammen. Der Artname stictolophus ist ein griechisches Wortgebilde aus στικτός stiktós für „gefleckt, gepunktet“ und λόφος lóphos für „Helmbusch, (Hahnen-)Kamm, Mähne, Schopf“.